# Faouzia
Faouzia, pseudonimo di Faouzia Ouihya (in arabo فوزية أويحيى‎?; Casablanca, 5 luglio 2000), è una cantautrice e musicista marocchina naturalizzata canadese. In attività dal 2015, Faouzia è riuscita a raggiungere la fama grazie a collaborazioni con artisti del calibro di David Guetta, Kelly Clarkson e John Legend. A soli 16 anni ha vinto la International Songwriting Competition, la competizione annuale per autori musicali più importante al mondo. Attualmente è legata alla Atlantic Records.

## Carriera
Nata a Casablanca ma trasferitasi in Canada insieme alla sua famiglia quando era ancora una bambina, Faouzia ha dato il via alla sua carriera musicale a soli 15 anni, quando dopo aver caricato varie cover su YouTube è stata scritturata dall'agenzia Paradigm Talent Agency. In questo stesso periodo pubblica in maniera indipendente il suo singolo di debutto Knock On My Door. Nel 2016 partecipa al concorso indetto da Canadian Walk Of Fame Emerging Artist Mentorship Program, dove si qualifica seconda, mentre nel 2017 vince il più grande concorso per cantautori al mondo, la International Songwriting Competition. Contestualmente pubblica il suo secondo singolo My Heart's Grave.
Nel 2018, dopo aver pubblicato i singoli Bad Dreams e This Mountain, Faouzia viene notata dal famoso DJ David Guetta che decide di inserirla nel suo album 7, come interprete del brano Battle. In seguito a questo successo vari DJ pubblicano remix del brano This Mountain. Tra 2019 e 2020, Faouzia pubblica vari singoli come artista indipendente: Exothermic, Born Without A Heart, You Don't Even Know Me, Tears Of Gold, The Road, Wake Me When It's Over. Sempre nel 2018 collabora col rapper francese Ninho nel brano Money, che raggiunge la dodicesima posizione nella classifica singoli francese.
Dopo la pubblicazione di questi brani, Faouzia ha modo di portare a termine altre due collaborazioni di rilievo: una con la cantante statunitense Kelly Clarkson nella versione in lingua araba del singolo I Dare You, una col duo di produttori Galantis nel brano I Fly. Durante la promozione di I Dare You appare per la prima volta in un programma televisivo, il The Kelly Clarkson Show. In questo frangente, Faouzia firma il suo primo contratto discografico con una major, la Atlantic Records, interrompendo di fatto l'attività di artista indipendente.
Sotto questa etichetta, Faouzia pubblica 2 EP: il primo è un lavoro di inediti intitolato How It All Works Out, che viene pubblicato anche in una stripped version; il secondo si intitola invece Stripped e include delle nuove versioni di brani pubblicati precedentemente e un unico inedito. Per la promozione di Stripped l'artista tiene un concerto online che viene successivamente reso disponibile sui suoi canali ufficiali. Il 5 novembre 2020 l'artista pubblica il singolo Minefields, in collaborazione con il noto cantante R&B John Legend. Durante la promozione di tale brano esegue la sua prima performance televisiva in assoluto, esibendosi al Today Show insieme a Legend.
Nel giugno 2021 pubblica il singolo Hero.. Il videoclip del singolo è ispirato a un picchiaduro ed è stato promosso attraverso la realizzazione di quattro action figure rappresentanti i quattro look di Faouzia e di un minigioco ispirato ad un arcade.
Il primo settembre dello stesso anno, viene rilasciata la versione stripped di Hero, che per la prima volta è orchestrale e non semplicemente accompagnata al pianoforte. Nell'ottobre successivo pubblica il singolo Puppet. Nel 2022 pubblica il suo album di debutto Citiziens, preceduto dal singolo RIP, Love.

## Stile e influenze
Secondo quanto dichiarato da David Guetta in seguito alla loro collaborazione, Faouzia possiede "uno stile unico, una voce molto potente, un grandissimo vibrato". Secondo quanto affermato in un documento diffuso da Atlantic Records, i testi di Faouzia riguardano principalmente l'empowerment femminile e l'oscurità che vive in ogni persona, mentre il suo stile musicale viene definito come "pop da colonna sonora, con elementi rhythm e alternative".

## Discografia

### Album
- 2022 – Citiziens

### EP
- 2020 – How It All Works Out
- 2020 – Strip

### Singoli
- 2015 – Knock on My Door
- 2017 – My Heart's Grave
- 2018 – Bad Dreams
- 2019 – This Mountain
- 2019 – Exothermic
- 2019 – Born Without a Heart
- 2019 – You Don't Even Know Me
- 2019 – Tears of Gold
- 2020 – The Road
- 2020 – Wake Me When It's Over
- 2020 – Secrets
- 2020 – Minefields (feat. John Legend)
- 2021 – Hero
- 2021 – Puppet
- 2022 – RIP, Love

### Collaborazioni
- 2018 – Battle (con David Guetta)
- 2019 – Money (con Ninho)
- 2020 – I Dare You (con Kelly Clarkson)
- 2020 – I Fly (con Galantis)
- 2023 – On My Way (con SIDEPIECE)